# The Omni Homestead Resort
The Omni Homestead Resort est un hôtel américain situé à Hot Springs, en Virginie. Installé dans un bâtiment inscrit au Virginia Landmarks Register depuis le 20 mars 1984, au Registre national des lieux historiques depuis le 3 mai 1984 et promu National Historic Landmark le 17 juillet 1991, cet établissement d'Omni Hotels & Resorts est membre des Historic Hotels of America depuis 1989 et des Historic Hotels Worldwide depuis 2013.